# Île Etolin
Pour les articles homonymes, voir Etolin.
L'île Etolin est une île de l'archipel Alexandre au sud est de l'Alaska, États-Unis. Elle est située entre l'île du Prince-de-Galles à l'ouest et la terre ferme à l'est.
Elle a tout d'abord été appelée l'île du Duc-de-York mais a été renommée par les États-Unis après l'acquisition de l'Alaska. Adolf Etolin était le gouverneur des colonies russes situées en Amérique qui les dirigea de 1840 à 1845.
L'île a une superficie de 878 km2, ce qui fait d'elle la 24e plus grande île des États-Unis. Au recensement de 2000, la population de l'île était de 15 habitants.
L'île accueille des élans.